# Synk: Parallel Line (single álbum)
Synk: Parallel Line é o primeiro single álbum digital do girl group sul-coreano Aespa. Lançado pela gravadora SM Entertainment em 9 de outubro de 2024 e contém quatro faixas que foram tocadas anteriormente em sua turnê Synk: Parallel Line.

## Antecedentes e lançamento
No dia 19 de fevereiro de 2024, Aespa anunciou oficialmente a sua segunda tour mundial "Synk: Parallel Line", via X e Weverse, com primeira parada programada em Seul em 29 e 30 de junho de 2024.
Durante a primeira parada, as quatro integrantes do grupo apresentaram músicas inéditas. Cada membro participou na escrita da letra da letra de seus solos. Logo em seguida as performances se tornaram virais pelas redes sociais. Por conta da aceitação do público a gravadora SM Entertainment decidiu lançar oficialmente as quatro faixas. As faixas foram lançadas no dia 9 de outubro no single álbum Synk: Parallel Line.

## Composição
Synk: Parallel Line contém quatro faixas. A primeira faixa, "UP", interpretada pela integrante Karina, foi descrita como uma faixa de dança hip-hop com um refrão cativante e batida minimalista. A letra a qual a Karina escreveu sozinha é descrita como uma letra confiante para cativar os ouvintes da faixa. A segunda faixa " Dopamine" performada por Giselle é descrita como uma faixa R&B com uma letra que contém emoções vagas de se apaixonar por alguém mas esconder os sentimentos. A faixa foi escrita e composta por Giselle e mais 3 letrista e compositores. 
A terceira faixa chamada "Bored!" cantada por Ningning é um R&B dançante com um instumentral único. A letra a qual a Ningning participou contém sentimentos de se apaixonar profundamente por uma pessoa mais no final acabar perdendo os sentimentos por ser sentir entediado. A quarta e última faixa "Spark" cantada por Winter é descrita como um EDM cativante que evoca uma atmosfera sonhadora, mas nebulosa. letra expressa metaforicamente os sentimentos de se apaixonar por meio da imagem de uma pequena faísca. Winter teve participação na letra e na composição da faixa.

## Lista de faixas
| Lista de faixas de Synk: Parallel Line |                                  |                                                                | |                      |         |  |
| N.º                                    | Título                           | Letras                                                         | Música | Arranjo              | Duração |  |
| 1.                                     | "UP (cantada por Karina)"        | Karina                                                         | Slow Rabbit Pxpillon Stella Jones Sofia Quinn BB Eliot Morgan Connie Smith Taneisha Jackson Emma-Lee Andersson | Slow Rabbit Pxpillon | 2:47    |  |
| 2.                                     | "Dopamine (cantada por Giselle)" | Giselle Shintaro Yashuda Paulina "PAU" Cerrilla Paige Garabito | Giselle Shintaro Yashuda Paulina "PAU" Cerrilla Paige Garabito                                                 | Shintaro Yashuda     | 3:14    |  |
| 3.                                     | "Bored! (cantada por Ningning)"  | Bård Bonsaksen Hilda Stenmalm Ningning                         | TMM Hilda Stenmalm Bård Bonsaksen Dom Rivinius                                                                 | Dom Rivinius         | 2:51    |  |
| 4.                                     | "Spark (cantada por Winter)"     | Frankie Day Winter                                             | R.Tee VACK NOYEAH Winter                                                                                       | VACK R.Tee NOYEAH    | 3:21    |  |
| Duração total:                         | Duração total:                   | Duração total:                                                 | Duração total:                                                                                                 | Duração total:       | 12:12   |  |

## Créditos e pessoal
- Karina - vocais, vocais de apoio, letra (faixa 1)
- Slow Rabbit - composição, produção (faixa 1)
- Pxpillon - composição, produção (faixa 1)
- Stella Jones - composição (faixa 1)
- Sofia Quinn - composição (faixa 1)
- BB Eliot - composição (faixa 1)
- Morgan Confie Smith - composição (faixa 1)
- Taneisha Jackson - composição (faixa 1)
- Emma-Lee Andersson - composição (faixa 1)
- Giselle - vocais, vocais de apoio, letra, composição (faixa 2)
- Shintaro Yashuda - letra, composição, produção (faixa 2)
- Paulina "PAU" Cerrilla - letra, composição (faixa 2)
- Paige Garabito - letra, composição (faixa 2)
- Bård Bonsaksen - letra, composição (faixa 3)
- Hilda Stenmalm - letra, composição (faixa 3)
- Ningning - vocais, vocais de apoio, letra (faixa 3)
- TMM - composição
- Dom Rivinius - composição, produção (faixa 3)
- Frankie Day - letra (faixa 4)
- Winter - vocais, vocais de apoio, letra, composição (faixa 4)
- R.Tee - composição, produção (faixa 4)
- VACK - composição, produção (faixa 4)
- NOYEAH - composição, produção (faixa 4)

## Desempenho nas paradas musicais
| Chart (2024)                    | Melhores posições nas paradas |
| ------------------------------- | ----------------------------- |
| Japan Combined Singles (Oricon) | 20                            |

## Histórico de lançamento
| Região | Data                 | Gravadora(S) | Formato                    | Ref.   |
| ------ | -------------------- | ------------ | -------------------------- | ------ |
| Várias | 9 de outubro de 2024 | SM Kakao     | Digital download streaming | [ 10 ] |